# Tomb Raider IV–VI Remastered
Tomb Raider IV–VI Remastered – kompilacja trzech przygodowych gier akcji z serii Tomb Raider: The Last Revelation (1999), Chronicles (2000) i The Angel of Darkness (2003). Gry w tym pakiecie różnią się od oryginałów głównie ulepszoną oprawą graficzną oraz alternatywnym trybem sterowania przypominającym nowsze gry. Odświeżone wersje gier zostały wydane 14 lutego 2025.

## Rozgrywka
Wszystkie gry zawarte w kompilacji posiadają zbliżone podstawowe mechaniki. Gracz steruje postacią Lary Croft z perspektywy trzeciej osoby. Podczas eksploracji obszarów, postać walczy z przeciwnikami oraz rozwiązuje zagadki logiczne i środowiskowe. Bohaterka może korzystać z różnych broni takich jak m.in. pistolet, rewolwer czy strzelba. Podczas rozgrywki gracz może przełączać pomiędzy klasyczną wersją graficzną, a ulepszoną. Każda z gier w oryginalnej wersji wprowadzała nowy element rozgrywki dla serii: The Last Revelation posiadało nieliniowe etapy, Chronicles pozwalało chodzić na linach, a The Angel of Darkness posiadało rozwijanie umiejętności.

## Produkcja
14 lutego 2024 roku Aspyr wydało Tomb Raider I–III Remastered, kompilację pierwszych trzech części. Jeszcze przed jej oficjalną premierą, dyrektor Aspyr Chris Bashaar w jednym z wywiadów wspomniał, że firma jest zainteresowana produkcją remasterów z kolejnych gier z serii Tomb Raider.